# Strana národní jednoty
Strana národní jednoty byla česká politická strana období československé druhé republiky. Existovala v letech 1938–1939. Politicky směřovala k nacionálně akcentovanému autoritativnímu režimu. Jejím předsedou byl Rudolf Beran.

## Vznik
Strana vznikla 22. listopadu 1938, krátce po mnichovské dohodě a první vídeňské arbitráži. Vznikla v rámci tzv. „zjednodušení politického systému“ spojením agrární strany a části Československé strany lidové s ostatními menšími pravicovými subjekty (Národní sjednocení, Národní liga, Československá živnostensko-obchodnická strana středostavovská, Československá strana křesťansko-sociální, Národní obec fašistická, Národní strana lidová) a větší části národních socialistů.
De facto se tedy jednalo o sjednocení všech tehdejších českých politických stran kromě sociální demokracie, KSČ a druhé části národních socialistů. Tyto strany (kromě KSČ) v prosinci 1938 založily jako „loajální opozici“ levicovou Národní stranu práce.
V politickém systému druhé republiky měly existovat pouze dva politické subjekty: Strana národní jednoty a opoziční Národní strana práce.

## Program
První ustavující text a ideové provolání strany byl poprvé zveřejněn 17. listopadu 1938 ve vysílaní československého Radiojournalu.
Nové hnutí chce vládu lidu, ale i vládu kázně a řádu. Chce soustředit a usměrnit národní síly a tuto vůli vyjádřit autoritativní demokracií: rychlou a výkonnou, tvrdou k tomu, co zklamalo a oslabilo, demokracii činu, ne slov.
Venkov, 17.11.1938: Ustavující provolání „Národe český!“
Programová komise strany dne 16. února 1939 schválila nový program, který počítal například s úplným zrušením opoziční Národní strany práce, Strana národní jednoty se tak měla stát jediným politickým subjektem v zemi. Plán počítal též s transformováním republiky na autoritativní stát (tzv. „autoritativní demokracie“) s protižidovským zaměřením. Tento program však nebyl přijat, jelikož se stranický sjezd nekonal.
Strana prakticky zanikla vznikem Protektorátu Čechy a Morava, kdy část členstva založila stranu Národní souručenství.
8. listopadu se též dosavadní slovenská Hlinkova slovenská ľudová strana přejmenovala na Hlinkova slovenská ľudová strana - Strana slovenskej národnej jednoty a tento název si podržela až do roku 1945.